# Narrandera Shire
Koordinaten: 34° 45′ S, 146° 33′ O

Narrandera Shire ist ein lokales Verwaltungsgebiet (LGA) im australischen Bundesstaat New South Wales. Das Gebiet ist 4116,34 km² groß und hat etwa 5700 Einwohner.
Narrandera liegt im Süden des Staates in der Region um den Murrumbidgee River etwa 550 km südwestlich der Metropole Sydney und 340 km nordwestlich der australischen Hauptstadt Canberra. Das Gebiet umfasst 18 Ortsteile und Ortschaften: Brobenah, Colinroobie, Corobimilla, Gillenbah, Grong Grong, Landervale, Narrandera, Sandigo und Teile von Ardlethan, Barellan, Binya, Boree Creek, Corbie Hill, Euroley, Galore, Kamarah, Moombooldool und Morundah. Der Sitz des Shire Councils befindet sich in der Stadt Narrandera im Süden der LGA, wo etwa 3800 Einwohner leben.

## Verwaltung
Der Narrandera Shire Council hat neun Mitglieder, die von den Bewohnern der LGA gewählt werden. Narrandera ist nicht in Bezirke untergliedert. Aus dem Kreis der Councillor rekrutiert sich auch der Mayor (Bürgermeister) des Councils.